# 贵州轮胎
贵州轮胎股份有限公司 （英語：GUIZHOU TYRE CO., LTD.）是中华人民共和国贵州省贵阳市的一家国有企业，始于1958年创建的贵州轮胎厂，主营业务范围为橡胶制造业。1977年在深圳证券交易所上市。

## 历史沿革

### 建国初期
1958年4月2日：中华人民共和国化学工业部以“（58）化橡字第167号”文批准新建贵州橡胶厂，设计规模为年产各种小型规格轮胎150万套、力车胎50万套。4月7日：贵州橡胶厂工程破土动工5月1日：贵州橡胶厂试制出第一条7.50-16的汽车轮轮胎。5月29日：贵橡基建工地进行土石方爆破时，发生一起重大伤亡事故，死亡7人，伤200余人。
1959年6月：因国家遭受严重自然灾害，上级决定新胎停产，翻胎、配件压缩产量。人员减少30%，基建停止。7月：底贵州橡胶厂全部完成生产车间及辅助车间厂房，42米烟囱，50吨水塔建成，基建总投资完成662万元。
1960年贵橡建厂工程基本完工，进入收尾验收，马王庙老厂搬入金关新厂生产。
1961年5月4日：根据化工部橡胶司“关于新老厂进行协作的安排”，贵橡同上海大中华橡胶厂签订协作计划，组织干部工人到大中华橡胶厂学习与实习。12月：国家调整国民经济计划，贵橡基建投资削减，基建工程暂时停止。
1963年9月15日： 根据化工部要求，贵橡制订填平补齐计划，逐步进行技术改造工程的施工，到1965年要求生产力达到年产10万套。
1964年11月2日：中华人民共和国国家计划委员会以“（64）计基字第2694号”文批准上海大中华橡胶厂部分内迁，迁出20万套普通轮胎的设备和人员到贵州橡胶厂。12月8日：大中华橡胶厂副厂长王洪生带领7名工程技术人员到贵州橡胶厂进行扩建勘察和设计。12月上旬：至次年2月上海大中华橡胶厂“先遣队”黄文华、丁世祥、董瑞源等43人先期赴贵橡协助设计、安装设备及安排有关内迁事宜。
1965年1月10日：贵州橡胶厂划归化工部中国橡胶工业公司管理。3月10日：贵州橡胶总厂成立，贵州橡胶厂隶属总厂领导。4月10日：内迁扩建工程正式动工。8月17日：化工部副部长张珍一行视察贵州橡胶厂。8月27日：首批支内职工602人到达贵橡。12月21日：贵州橡胶总厂决定将贵州橡胶厂改名为贵州轮胎厂，将原橡胶配件车间迁出，划属贵州橡胶制品厂。上海大中华橡胶厂700多名职工和部分设备内迁贵阳，对贵州橡胶厂进行扩建，机电设备安装共187台。

### 文革时期
1966年7月1日：中国橡胶工业公司以“（66）中橡办字第543号”批准贵州橡胶厂更名为贵州轮胎厂。9月17日：贵州轮胎厂“文化大革命”运动开始，成立贵州轮胎厂文化革命委员会。贵州轮胎厂达到年产30万套轮胎，翻新胎2.4万条的生产规模。
1967年中国橡胶工业公司以“（67）中橡基字第511号”文批准新建贵州轮胎厂大胎车间，设计规模为年产4,500套。由于“文化大革命”的影响，工程未予实施。
1969年6月25日：贵轮两派群众组织在厂区进行武斗，4名职工在武斗中丧生，生产被迫停止。10月：贵州支左解放军进驻贵州轮胎厂。贵州轮胎厂改建工程及20吨锅炉安装运行，保证蒸汽供应。
1971年6月：中华人民共和国燃料化学工业部以“（71）燃生便字第10号”文批准贵州轮胎厂大胎车间基建总投资为117万元，产量由4,500套调整为6,000套。6月21日：贵州轮胎厂大胎车间土建工程动工。8月7日：贵州省革委会生产指挥部领导小组决定撤销贵州橡胶总厂。
1974年7月3日省革委会以“（74）黔通字第2号”文批准建立贵州橡胶工业公司，贵州轮胎厂隶属该公司领导。
1974年12月：贵州轮胎厂大胎车间基建完成。
1976年贵州轮胎厂新增建附房240平方米，动力房300平方米，以适应工程机械轮胎生产发展的需要。

### 改革开放时期
1977年贵州轮胎厂建成生产规模为6,000套/年的工程胎车间。贵州轮胎厂研制的18.00-25工程轮胎研究成功。1月4日：贵州轮胎股份有限公司利用深圳证券交易所交易系统上网定价发行3,600万股社会公众股；另外，内部职工股400万股。1月28日：贵州轮胎股份有限公司在贵阳市创立，113名股东代表出席首次股东大会。大会审议通过了公司章程及其他议案，选举产生了董事会、监事会，马世春任公司董事长兼总经理，毛明学任公司监事会主席。3月6日：贵州轮胎股份有限公司获国家技术监督局《完善计量检测体系合格证书》和《国家计量一级合格证书》。3月8日：贵州轮胎股份有限公司股票3月8日在深圳证券交易所挂牌上市。当天，开盘价4.56元，最高价4.97元，最低价4.56元，收盘价4.94元，涨幅至深市第一位，成交量2,592.42万股，换手率64.8%。4月：公司与美国大力神公司签署定牌加工载重轮胎协议。5月28日：内胎公司开始搬迁，两月内完成百余台设备的搬迁、安装、调试工作，于9月1日正式生产。8月28日：贵州轮胎股份有限公司董事会在《中国证券报》、《证券时报》上公布1996年中期业绩报告。报告披露；为拓展经营业务范围，公司投资700万元，组建深圳市筑银投资发展有限公司；经贵阳市国有资产管理办公室批准，收购贵州轮胎进出口公司。
1997年3月：初公司40万套小胎技改项目完成，八分厂全面投入试生产。4月12日：公司职工医院召开成立大会，贵轮职工医院正式挂牌。5月5日：利用胶囊代替水胎的工程胎胶囊罐式硫化新工艺在我公司投入试生产，该项目为国内首创。5月13日：公司质检处、理化实验室通过省化工厅、市化工局等机关部门的监督检查，公司质监机构由二级升为一级。6月4日：为年产2万条23.5-25工程胎生产能力配套，我公司与桂林橡胶工业设计研究院新技术开发公司合作共同设计的工程胎胎面缠绕机投入使用，该项目属贵州省企业重点技术开发项目，它的开发成功填补了国内空白，技术达到国际先进水平。11月17日：公司提水改造工程全面竣工投入运行。11月：公司与桂林橡胶设计研究院共同研制的工程胎胶囊定型机获得成功并投入使用。
1998年1月：30万套半钢子午胎技改项目破土动工。8月：贵州前进轮胎（集团）有限公司挂牌成立。8月25日：为提高主导产品9.00-20、10.00-20、11.00-20系列载重斜交胎的设计、制造水平，增强产品市场竞争力，公司提出并实施精品胎生产计划。8月：公司投资19万元在三桥立交桥中心地段建成一座前进牌轮胎广告塔。10月4日：公司净化水系统改造工程完成并通水。12月16日：公司3万条出口无内胎工程胎技改项目举行竣工试产剪彩仪式。12月26日：30万套载重子午胎技改项目举行破土动工剪彩仪式。
1999年1月：由我公司与湖南益阳橡机厂吸收国外先进技术联合设计的我国首台最大的LCT-2500工程胎成型机试制成功。1月：公司开始实施工程胎精品生产计划，《工程胎精品胎制造工艺规程》制订完毕并颁发。3月10日：由贵州轮胎厂、桂林橡胶机械厂、贵阳甲秀造漆有限公司三家投资兴办的贵阳黔桂气门嘴公司正式投产，年生产能力150万只气门嘴。3月29日：公司三分厂成功生产出29.5-29-28PRE3/L3大型工程胎。4月：上旬公司30万套半钢子午胎技改项目竣工投产。10月：公司斥资400多万元修建的东引排污隧道竣工。
2000年2月12日：前进公司年产3,000条子午线轮胎翻新工段正式投入生产。9月：四分厂新车间投产，新车间利用九分厂腾出的厂房，安装了5台TQC-2024A·B型成型机。
2001年5月15日：贵山分厂原厂址地皮用于房地产开发，工厂迁入金关与贵州前进橡胶厂合并。
2002年9月：公司企业资源管理系统（ERP）SAPR/3系统正式启用。项目被列为贵阳市信息化建设示范工程。12月14日：公司与贵州工业大学联办的机电工程硕士学位进修班开课。
2003年2月：公司将33种化工原材料列为招标采购，同时在供销工作中开始实行供需双方签订廉政公约制度和商务合同制度。3月27日：公司与青岛科技大学成教学院联办的高级工业务技术培训班开学。6月9日：前进公司空气弹簧制作部成立，将形成年产3万只空气弹簧生产能力。7月：我公司获得美国交通部注册的DOT编码。9月24日：公司ERP系统设备模块开始启动。12月12日：国家人事部批准我公司设立博士后科研工作站。
2004年2月23日：公司工艺计量网络系统技术成功上线运行。12月：公司ERP系统PM模块扩建项目投入运行。
2005年4月：公司被列为贵州省知识产权试点示范单位。7月19日：公司博士后科研工作站正式挂牌。7月26日：由前进公司与意大利高马公司和日本富国公司合资的贵州高马富国前进橡胶有限公司成立。12月26日：公司自主研发的第一条工程子午线轮胎18.00R25/E3顺利下线。
2007年6月28日：“前进”及商标图被确认为贵州省著名商标。7月24日：公司第一条规格为27.00-49的前进牌巨型轮胎在三分厂诞生。12月12日：大力士公司载重子午胎二期技改工程正式开工建设。12月27日：大力士公司40万套全钢子午胎技改项目新生产线成型试制出第一条规格为10.00R20GL7218PR子午线轮胎。
2008年3月8日：前进公司研制开发了一条实心工程胎，规格为23.5-25/19.5，成为全国第二家实心工程胎的生产厂家。6月：公司“大力士”商标注册成功。在此之前，浙江三力士橡胶股份有限公司以刻意模仿“三力士”商标为由提出异议，经国家商标局裁定，三力士公司理由不成立，对公司“大力士”商标予以核准注册，并向公司颁发了《商标注册证书》。9月：公司将一分厂、全钢载重子午胎分公司C区和大力士分公司的炼胶车间合并，成立炼胶中心。9月27日：前进牌38x15.5R15LT新型高通过性极地子午线轮胎获贵阳市优秀新产品（环保产品）一等奖。11月7日：一条为俄罗斯客户试制的33.00-51-58PRE4规格的巨型矿用工程轮胎在三分厂出灶，经检测，各项技术指标均达标准，试制获得一次性成功。该胎直径3米多，重达2.3吨11月24日：公司三期技改工程新建年产70万条全钢载重子午胎项目（即原内胎场地实施的技改项目）被列为贵阳市重点推进工程。
2009年1月20日：“贵轮”名称权案，经贵阳市中级人民法院审理，一审胜诉，并赔偿公司经济损失10万元。侵权败诉方提起上诉。5月19日，贵州省高级人民法院驳回上诉，维持原判。案由：2008年以来，各地有客户和经销商反映市场上有“贵轮”字样轮胎销售，无“三包”销售服务，生产厂家为贵轮佳通联合橡胶有限公司。为此，公司搜集证据，证明“贵轮”系公司简称，遂于2008年11月7日向法院提起诉讼。2月18日：于2004年暂停生产的19台双模硫化机在五分厂老双模陆续恢复生产。4月18日：公司蒸汽节能供热机组经72小时试运行，情况良好，开始全面运行。5月31日：公司技术实验室通过国家级认可评审。6月底：公司大力士年产80万条载重子午胎技改项目全面投产。10月1日：在庆祝建国60周年首都阅兵式队伍中，配装前进轮胎的解放军18个装备方队的军用车辆缓缓驶过天安门广场接受检阅。11月30日：全钢分公司硫化生产线生产出第一条“金刚”牌子午线轮胎，规格为11.00R20GL671A18PR。
2010年1月15日：公司顺利通过国军标换证复评首次审核。1月29日：炼胶中心四车间二期工程建成投产。1月：公司被二炮中国重型汽车集团评定为2010年度军品合格供方和军品指定供方。1月：公司受重庆轨道交通集团公司委托研制的城市轻轨走行轮胎通过权威机构鉴定论证。2月27日：公司年产110万条高性能全钢子午线轮胎技改项目通过论证。3月中旬：公司年产40万条全钢子午胎技改项目在原九分厂场地动工，开始进行设备的拆卸和安装。7月10日：公司年产40万条轻型全钢子午胎技改项目首灶两条8.25R16规格轮胎成功下线。7月：贵轮社区综合大楼投入使用，居委会等办事机构搬至新大楼办公。
2011年7月15日：公司年产70万条高性能全钢载重子午线轮胎第一灶氮气硫化轮胎下线，规格为11R24.5GL268D无内胎轮胎。11月10日：公司载重子午胎分公司总工程师胡湘琦、动力供应公司电工廖成臣当选贵阳市第十六届人大代表。12月14日：公司决定将二分厂、四分厂、五分厂合并，组建成立斜交载重轮胎分公司，王张林任分公司总经理，候义和、阳华任副总经理。12月：贵州省绿色高性能轮胎工程技术研究中心在公司组建。公司董事长马世春任研究中心主任和技术委员主任。
2013年9月14日：公司与四川大学联合招收博士后项目研究会工作评审会召开，会上听取了黄亚江博士《硫化丁苯橡胶的流变及应力松弛行为》，雷军博士《拉伸场对橡胶混炼的影响》，尹波博士《聚合物/纳米二氧化硅复合材料的制备与性能研究》等项目研究及完成情况的汇报、答辩，讨论并形成评审验收意见。9月：公司研发生产的第一条农业机械子午线轮胎下线，规格为420/85R30。
2014年1月4日：公司农业机械子午线轮胎生产线正式投产。2月22日：公司扎佐新厂区工程胎分公司第一条工程子午胎胎胚下线，规格为26.5R25GLR02。3月25日，这条胎胚正式硫化出灶。公司异地技改项目首条轮胎诞生。8月11日：2013年美国贸易委员会对中国非公路用轮胎进行反倾销和反补贴调查。美商务部官员对贵轮进行实地核查，对我公司支持文件C卷和D卷数据以及生产现场进行严格核查，所有资料圆满印证了文件和数据的真实性和准确性。9月：全钢生产线194台硫化设备氮气硫化技改全部完成，公司全钢子午胎硫化生产线全面实现氮气硫化。11月：公司年产325万条特种轮胎异地搬迁项目土建施工开始运行。
2015年4月17日：公司决定重组动力供应公司，将原工程子午胎分公司动力部并入动力供应公司。4月25-28日：公司通过武器装备质量体系第二次审核。5月8日：公司决定撤销原炼胶中心，组建炼胶分公司，由吴启新任总经理，赵正红任党支部书记。7月1日：“黔深欧国际海铁联运班列开通仪式”在贵阳改貌火车站举行，马世春董事长致辞。随后，首列车次为X8604的黔深欧国际海铁联运班列——中欧班列从贵阳改貌火车站出发，车上装载的四个集装箱均为我公司的轮胎，标志着贵铁物流与公司的战略合作获得成功。9月3日：纪念中国人民抗日战争胜利70周年大会及阅兵式在北京天安门广场隆重举行，贵州轮胎被指定为此次阅兵式上武器装备的专用轮胎。9月9日：公司工程子午胎分公司生产的四种规格共计74条ITR项目的轮胎正式交付。ITR集团是世界上最大的工程机械零部件供应商。公司于2015年7月与其中东分公司签订了销售合同与战略合作协议，涉及全钢工程子午胎、斜交工程胎、大型农业胎、小型农业胎等共计982条。10月6日：人民网报道，贵州轮胎在应诉巴西对华农业轮胎反倾销调查中胜诉。
2016年7月29日：公司成功夺得印尼雅加达港务局三年轮胎标。8月：中国军事代表团在俄罗斯和哈萨克斯坦举行的“2016国际军事比赛”活动中，以1金18银2铜获总分第二名。中国代表团参赛的各种车型配装的轮胎为公司“前进”牌轮胎，其过硬的质量性能助中国军事代表团取得好成绩。9月21日：随着一列载有1000多吨泰国进口橡胶的海铁联运专列从湛江开出，贵州轮胎“一带一路”东南亚-湛江-贵州海铁联运专列正式开通。